# Bernard Lugan
Pour les articles homonymes, voir Lugan.
Bernard Lugan, né le 10 mai 1946 à Meknès, alors protectorat français du Maroc, est un historien français africaniste d'extrême droite.
Il enseigne de 1982 à 2009 à l'université de Lyon III, où il est l'objet, à plusieurs reprises, de polémiques. Il a enseigné à l'École de guerre et aux Écoles de Saint-Cyr-Coëtquidan avant d'en être écarté.
Très isolé dans la communauté scientifique, Bernard Lugan est notamment controversé pour ses positions concernant le génocide des Tutsis en 1994, qu'il affirme ne pas avoir été programmé, à contre-courant du consensus sur le sujet.

## Biographie
Né le 10 mai 1946 à Meknès au Maroc, pendant la période du protectorat français, Bernard Lugan effectue sa scolarité chez les oratoriens à Meknès[réf. nécessaire]. Il quitte le Maroc en 1959 pour Paris où son père a ouvert un cabinet d'avocat[réf. nécessaire]. Il poursuit ses études secondaires au lycée Claude-Bernard, puis au lycée de Saint-Cloud avant d'entamer des études de droit à l'université Paris-II[réf. nécessaire] et de s'orienter vers des études d'histoire à l'université de Paris X-Nanterre.

### Parcours universitaire
Après avoir étudié l'histoire à Paris-X Nanterre, il travaille comme coopérant de 1972 à 1982, étant assistant d'histoire et de géographie à l'université de Butare. Durant ce séjour, il soutient une thèse de 3e cycle sur l'économie rwandaise au XIXe siècle (1976).
En 1982, il quitte le Rwanda dans des conditions assez obscures et est recruté à l'université Jean-Moulin-Lyon-III, via une procédure dérogatoire ouvertes aux anciens coopérants.
En 1991, Bernard Lugan quitte le Conseil national des universités qu'il avait intégré trois ans plus tôt.
En 1993, le jour du Mardi Gras, il fait l'objet d'une polémique pour avoir fait cours sur une chanson paillarde raciste et sexiste. Son cours est perturbé par un groupe antifasciste, et Bernard Lugan fait, les semaines suivantes, surveiller son cours par des militants d'extrême droite,,.
En mars 2001, Bernard Lugan est promu « maître de conférences hors classe » sur le contingent de l'Université. Selon le rapport Rousso : « La décision provoque la colère des associations et même […] une pétition signée par plus de cinquante africanistes français dont certains sont assez connus. »
Ils affirment dans la pétition : « Nous nous élevons avec vigueur contre cette distinction qui est susceptible de jeter le discrédit sur l'ensemble des études africanistes en France. En effet, qu'il s'agisse de l'Afrique du Sud, du Maroc ou de l'Afrique des Grands Lacs, les travaux de Bernard Lugan ne sont pas considérés comme scientifiques par la plus grande partie de la communauté universitaire. En revanche, à travers des articles élogieux et des interviews complaisantes, parus dans Minute, Présent et National Hebdo, ces travaux ont servi de support à des thèses défendant l'apartheid en Afrique du Sud, les fondements racialistes de l'histoire africaine et faisant l'apologie de la colonisation. Nous nous élevons donc contre cette promotion et demandons aux autorités compétentes de suspendre son application. »
Ces universitaires dénoncent une « vision racialiste » de l'histoire (ses livres sur le Rwanda, le Maroc et l'Afrique du Sud sont visés).

### Sensibilité politique et influence
En 1968, il est membre de l'Action française (Restauration nationale), chargé des « commissaires d'AF », service d'ordre qui mène des opérations de commando contre les groupes d'extrême gauche et poursuit cette activité après 1968. En 2022, il reste proche de l'Action française et est régulièrement présent à son camp d'été.
En 1988, il intègre le Conseil scientifique du Front national,.
En 1991, il participe à la rédaction d'un agenda nationaliste célébrant Hitler et Mussolini, puis organise un pèlerinage d'extrême droite à Martel, qui est finalement interdit mais rassemble néanmoins une centaine de personnes.
En 2018, il intègre le « Conseil national de la résistance européenne », collectif qui regroupe des partisans de la théorie du grand remplacement soutenue par Renaud Camus.
Lors de l'élection présidentielle française de 2022, il conseille le candidat d'extrême droite Éric Zemmour sur l'Afrique,.
Il est vice-consul autoproclamé de Patagonie,. Dans Minute, il regrette la Révolution française et loue Charles Maurras.
Malgré son isolement dans la communauté des historiens, il a la sympathie des cercles militaires,, notamment des officiers,, ayant enseigné à l'École spéciale militaire de Saint-Cyr et donné des conférences à l'Institut des hautes études de défense nationale (IHEDN) avant d'y être déclaré persona non grata en 2015,. Selon le journaliste Rémi Carayol, Bernard Lugan, qui cherche à promouvoir une approche essentialiste et paternaliste des peuples d'Afrique, exerce notamment une influence non négligeable sur les officiers qui dirigent l'opération Barkhane.

## Activité universitaire
Bernard Lugan a traité notamment, dans ses travaux, de l'Afrique, et particulièrement du Rwanda, pays dans lequel il a mené des recherches archéologiques et auquel il a consacré ses deux thèses.
Opposé à toute forme de repentance historique, mais également critique à l'égard de l'impérialisme, Bernard Lugan considère que la colonisation n'a été qu'une parenthèse dans l'histoire du continent africain bien qu'elle ait bouleversé la vie de ses habitants. Par conséquent, il refuse d'en faire l'origine de tous les malheurs de ce continent. Dans son argumentation, il distingue notamment les colonisations du Maroc et de l'Algérie. Selon Bernard Lugan, le protectorat mis en place par Lyautey au Maroc fut le modèle d'une relation réussie entre Européens et colonisés, parce qu'il aurait été supposément respectueux des traditions de ce pays. La colonisation de l'Algérie représente pour lui un antimodèle pour avoir été fondée sur le mépris de la population, « l'utopie de l'assimilation » et l'idée de vouloir que l'Afrique ressemble au monde occidental au nom d'un universalisme est absurde. Dénonçant la colonisation pour avoir voulu modifier le socle social et familial de ce continent, il explique ainsi sa fascination pour l'Afrique du fait qu'elle est « autre ».
Certains de ses collègues de Lyon-III ont mentionné son « charisme d'enseignant, son goût de la provocation » et « ses propos critiquables sans être pour autant condamnables ».

## Activités médiatiques
Il dirige la revue par internet L'Afrique réelle[pertinence contestée].
En 1999, il signe pour s'opposer à l'intervention de l'OTAN dans la guerre du Kosovo la pétition « Les Européens veulent la paix », initiée par le collectif pro-serbe d'extrême droite « Non à la guerre »,.
Il a animé une émission mensuelle sur Radio Courtoisie. Il est en outre un contributeur de Boulevard Voltaire. En 2013, il participe au projet « Notre antenne », qui donnera naissance à TV Libertés l'année suivante.
En 2021, son audition en mars par la commission parlementaire sur l'opération Barkhane suscite une polémique,. En octobre de la même année, il publie sur son blog un article niant le massacre du 17 octobre 1961.

## Critiques des écrits de Bernard Lugan
Les travaux de Bernard Lugan ont fait l'objet de critiques de la part de plusieurs universitaires, notamment dans la revue Afrique & histoire. Ces critiques sont de plusieurs ordres.

### Des erreurs
Ces critiques affirment que de nombreuses et importantes erreurs factuelles seraient présentes dans ses travaux. Ainsi dans son compte rendu de l'ouvrage Le safari du Kaiser (écrit en collaboration avec Arnaud de Lagrange), René Pélissier parle de plusieurs dates fausses, d'une « méconnaissance de la situation locale » et décrit un livre au « parti hybride mi-romancé, mi-historique » marqué par la « nostalgie d'une « mystique teutonique » ».
D'après la sociologue Sophie Pontzeele, Bernard Lugan ne choisirait que les sources favorables à sa conception des choses, utilisant essentiellement les sources coloniales pour décrire les sociétés africaines, et en particulier rwandaise. Selon elle, il n'est pas « un spécialiste du Rwanda reconnu par ses pairs » et ses thèses sont disqualifiées « auprès des chercheurs spécialistes de la région des Grands lacs africains ».
En janvier 2022, le journaliste Rémi Carayol le présente comme « considéré comme un imposteur par ses pairs, mais comme une référence par nombre d’officiers français ».

### Défense du colonialisme
Selon Catherine Coquery-Vidrovitch, professeure à l'université Paris-VII, Bernard Lugan « multiplie les ouvrages les plus tendancieux sur l'histoire de l'Afrique » et « vise à présenter la colonisation française comme un bienfait de l'humanité ».
L'historien Francis Arzalier établit à partir des écrits de Bernard Lugan, et aussi de ses activités de militant du parti d'extrême droite le Mouvement national républicain, qu'il est l'un des représentants de ce « négationnisme colonial » actif à l'université de Lyon-III.

### Refus de l'historisation
Pour Jean-Pierre Chrétien, le travail de Bernard Lugan est « excessif et marginal ». Il s'oppose à l'idée, qu'il prête à Bernard Lugan, d'une Afrique anhistorique marquée par « un ordre naturel africain » caractérisé par « la domination de certains et par la soumission des autres », par « une perception du temps radicalement différente », par « des rites et des danses ».
Selon Jean Terrier, Bernard Lugan « dé-historise ainsi radicalement le ‘fait ethnique’ et lui donne une dimension d’extrême stabilité diachronique que n’ont pas manqué de mettre en cause les ethnologues ».

### Racialisme et racisme
Les critiques portent sur l'usage du concept de « race » pour distinguer certaines populations africaines, tout particulièrement les Hutu et Tutsi. Ainsi Marcel Kabanda, chercheur en histoire africaine, affirme que l'interprétation de Bernard Lugan sur le conflit Hutu-Tutsi se fonde sur le postulat d'une « domination raciale » reposant sur « un ensemble de présupposés qui mériteraient d'être documentés, vérifiés, explicités, expliqués » et ne répondant pas aux connaissances de la « génétique actuelle ».
Selon Nicolas Bancel, maître de conférences à l'université Paris XI et vice-président de l'ACHAC (Association pour la connaissance de l'histoire de l'Afrique contemporaine) : « Bernard Lugan, rejeté par la quasi-totalité des africanistes, représente le courant le plus radical de la pensée racialiste. C'est le prêt-à-penser raciste, qui doit expliquer tous les conflits interafricains actuels par le déterminisme de la race. Inutile de dire que des chercheurs ont, depuis longtemps, fait litière de cette explication. L'essentialisation des différences ethniques est un processus politique, dont la genèse est coloniale ».
En mars 2022, l'historien Alain Ruscio critique les travaux de Bernard Lugan et estime qu'il aurait pour thèse « l’infériorité naturelle des habitants du continent africain » et « ravive la vieille rengaine de l’incapacité de l’Africain à accepter toute rationalité qui a tant servi de justification à la présence coloniale ». Pour Ruscio, Lugan n'a comme seule critique de la colonisation que celle lui reprochant un « excès d'humanisme ».
Philippe Lavodrama évoque « Bernard Lugan, l’historien raciste, avocat de l’apartheid ».

## Publications

### Ouvrages historiques
- L'Afrique historique et géographique, Saint-Germain-en-Laye, Maison des instituteurs, 1977, 32 p., 36 cm (BNF 40593603) (avec Alain Auger et Pierre Sirven).
- Sources écrites pouvant servir à l'histoire du Rwanda : 1863-1918, Butare, Université nationale du Rwanda, 1980, 269 p., 28 cm (BNF 36624601, Ouvrage consultable en ligne https://repositories.lib.utexas.edu/handle/2152/9925).
- Huguenots et Français : Ils ont fait l'Afrique du Sud, Paris, Éditions de la Table ronde, 1988, 296 p., 22 cm (ISBN 978-2-7103-0341-1, BNF 36626048)
- Afrique : L'Histoire à l'endroit, Éditions Perrin, coll. « Vérités et Légendes », 1989, 285 p., 23 cm (ISBN 978-2-262-00711-9, BNF 35041361).
- Robert de Kersauson (publié par Bernard Lugan), Robert de Kersauson : Le dernier commando boer : un volontaire français dans la guerre anglo-boer : 1900-1902, Éditions du Rocher, coll. « Aventure et Aventuriers », 1989, 316 p., 24 (ISBN 978-2-268-00824-0, BNF 35356331).
- Le La Fayette de l'Afrique du Sud : Villebois-Mareuil, Éditions du Rocher, 1990, 325-[20], 24 cm (ISBN 978-2-268-00981-0, BNF 35453364).
- Cette Afrique qui était allemande, Paris, Jean Picollec, coll. « Documents dossiers », 1990, 267 p., 22 cm (ISBN 978-2-86477-108-1, BNF 35316349, présentation en ligne).
- Histoire de la Louisiane française : 1682-1804, Paris, Éditions Perrin, coll. « Vérités et Légendes », 1994, 246 p., 23 cm (ISBN 978-2-262-00094-3, BNF 36675713, présentation en ligne).
- Afrique : De la colonisation philanthropique à la recolonisation humanitaire, Étrépilly, Éditions Bartillat, coll. « Gestes », 1995, 390 p., 23 cm (ISBN 978-2-84100-003-6, BNF 36684509, présentation en ligne).
- Afrique, bilan de la décolonisation, Paris, Éditions Perrin, coll. « Vérités et Légendes », 1996 (1re éd. 1991), 304 p., 23 cm (ISBN 978-2-262-01184-0, BNF 36695729, présentation en ligne) — 2e édition revue et corrigée.
- Ces Français qui ont fait l'Afrique du Sud, Étrépilly, Éditions Bartillat, coll. « Gestes », 1996, 430 p., 23 cm (ISBN 978-2-84100-086-9, BNF 36688630).
- Histoire du Rwanda : De la préhistoire à nos jours, Paris, Éditions Bartillat, 1997, 606 p., 23 cm (ISBN 978-2-84100-108-8, BNF 36179959, présentation en ligne).
- La guerre des Boers : 1899-1902, Paris, Éditions Perrin, 1998, 364 p., 23 cm (ISBN 978-2-262-00712-6, BNF 36993856, présentation en ligne).
- Atlas historique de l'Afrique des origines à nos jours, Paris et Monaco, Éditions du Rocher, 2001, 268 p., 24 cm (ISBN 978-2-268-03903-9, BNF 37221087, présentation en ligne).
- Histoire de l'Égypte des origines à nos jours, Paris et Monaco, Éditions du Rocher, 2002, 290 p., 24 cm (ISBN 978-2-268-04173-5, BNF 38818881, présentation en ligne).
- Douze années de combats judiciaires (1990-2002), Lyon, Édition de l'Afrique réelle, 2002, 87 p.
- (en) God Bless Africa : Contre la mort programmée du continent noir, Chatou, Éditions Carnot, 2003, 329 p., 24 cm (ISBN 978-2-912362-84-1, BNF 38952816, présentation en ligne).
- Rwanda : Le Génocide, l'Église et la Démocratie, Paris et Monaco, Éditions du Rocher, 2004, 234 p., 24 cm (ISBN 978-2-268-05060-7, BNF 39183929, présentation en ligne).
- François Mitterrand, l'armée française et le Rwanda, Paris et Monaco, Éditions du Rocher, 2005, 288 p., 24 cm (ISBN 978-2-268-05415-5, BNF 39999184, présentation en ligne).
- Pour en finir avec la colonisation : l'Europe et l'Afrique, XVe – XXe siècle, Paris et Monaco, Éditions du Rocher, 2006, 385 p., 24 cm (ISBN 978-2-268-06020-0, BNF 40938935, présentation en ligne).
- Rwanda : Contre-enquête sur le génocide, Toulouse, Éditions Privat, 2007, 329 p., 24 cm (ISBN 978-2-7089-6875-2, BNF 40999524, présentation en ligne).
- Bernard Lugan (cartes dessinées par André Fournel), Histoire de l'Afrique : Des origines à nos jours, Paris, Éditions Ellipses, 2009, 1245 p., 24 cm (ISBN 978-2-7298-4268-0, BNF 41457721, présentation en ligne).
- Histoire de l'Afrique du Sud : Des origines à nos jours, Paris, Éditions Ellipses, coll. « Vérités et Légendes », 2010 (1re éd. 1986), 551 p., 24 cm (ISBN 978-2-7298-5463-8, BNF 42266991) — 4e édition, les trois précédentes aux Éditions Perrin.
- Histoire du Maroc : Des origines à nos jours, Paris, Éditions Ellipses, coll. « Pour l'histoire », 2011 (1re éd. 1992), 403 p., 24 cm (ISBN 978-2-7298-6352-4, BNF 42584446, présentation en ligne) — 3e édition, la seconde aux Éditions Perrin, la première aux Éditions Critérion.
- Décolonisez l'Afrique !, Éditions Ellipses, 2011, 202 p. (ISBN 978-2-7298-7083-6, présentation en ligne).
- Histoire des Berbères, des origines à nos jours : Un combat identitaire pluri-millénaire, Bernard Lugan Editeur, 2012, 204 p. (présentation en ligne).
- Mythes et manipulations de l'histoire africaine : Mensonges et Repentance, Bernard Lugan Editeur, 2013 (présentation en ligne).
- Printemps arabe : Histoire d'une tragique illusion, Bernard Lugan Editeur, 2013 (présentation en ligne).
- Les Guerres d’Afrique, des origines à nos jours, Paris et Monaco, Éditions du Rocher, 2013, 403 p., 24 cm (ISBN 978-2-268-07531-0, BNF 43620425, présentation en ligne)
- Rwanda : Un génocide en questions, Monaco/Paris, Éditions du Rocher, coll. « Lignes de feu », janvier 2014, 278 p., 24 (ISBN 978-2-268-07579-2, BNF 43770794).
- Afrique : la guerre en cartes, L'Afrique réelle, 278 p., 2014.
- Osons dire la vérité à l'Afrique, Monaco-Paris, France, Éditions du Rocher, 2015, 224 p.  (ISBN 978-2-268-07740-6)
- Histoire et géopolitique de la Libye, L'Afrique réelle, 225 p., 2015.
- Histoire de l'Afrique du Nord (Égypte, Libye, Tunisie, Algérie, Maroc) : Des Origines à nos jours, Paris et Monaco, Éditions du Rocher, 736 p., 2016  (ISBN 978-226808-167-0)
- Algérie : l'histoire à l'endroit « Les 10 grandes controverses de l'histoire », Éditions Bernard Lugan, 230 p., 2017  (ISBN 978-2916393834).
- Heia Safari !, Général von Lettow-Vorbeck (Du Kilimandjaro aux combats de Berlin, 1914-1920), L'Afrique réelle, 2018, 294 p.
- Mai 68 vu d'en face, Paris, Balland, 2018,  (ISBN 978-294055-696-0) ; rééd. La Nouvelle Librairie, coll. La Peau sur la Table, Paris, 184 p., 2022  (ISBN 978-2-493898-11-1)
- Histoire militaire de la Louisiane française et des guerres indiennes (1682-1804), Paris, Balland, 318 p., 2018  (ISBN 978-294055-682-3)
- Atlas historique de l'Afrique : des origines à nos jours (2e édition), Paris et Monaco, Éditions du Rocher, 2018, 268 p., 24 cm (ISBN 978-2-268-03903-9, BNF 37221087, présentation en ligne).
- Les Guerres du Sahel : des origines à nos jours, L'Afrique réelle, 2019
- Dix ans d'expertises devant le Tribunal pénal international pour le Rwanda (TPIR), L'Afrique réelle, 2020
- Esclavage : l'histoire à l'endroit, L'Afrique réelle, 2020
- Pour répondre aux « décoloniaux », aux islamo-gauchistes et aux terroristes de la repentance, Éditions Bernard Lugan, 264 p., 2021
- Colonisation, l'histoire à l'endroit : Comment la France est devenue la colonie de ses colonies, L'Afrique réelle, 240 p., 2022  (ISBN 978-2-492-47709-6)
- Histoire du Sahel, Paris et Monaco, Éditions du Rocher, 2023, 224 p.  (ISBN 978-2268108582)
- Histoire des Berbères, Paris et Monaco, Éditions du Rocher, 2024, 240 p.  (ISBN 978-2268110165)
- Le Sahara Occidental en 10 questions, Paris, Ellipses, éd. illustrée, 108 p., 2024  (ISBN 978-2340089914)
- Histoire des Algéries, Des origines à nos jours, Paris, Ellipses, 298 p., 2025  (ISBN 9782340-099586)

### Essais
- Éloge du duel : L'honneur au-dessus de la vie, Paris, La Nouvelle Librairie, coll. « Dans l'arène », 2023, 168 p. (ISBN 978-2493898906)

### Romans historiques
- Bernard Lugan et Arnaud de Lagrange, Le Safari du Kaiser, Paris, Éditions de la Table ronde, 1987, 231 p. (ISBN 978-2-7103-0325-1, BNF 34969741, présentation en ligne).
- Bernard Lugan et Arnaud de Lagrange, Les Volontaires du roi, Paris, Presses de la cité, 1989, 302 p. (ISBN 2-258-02717-9, BNF 35015148) ; rééd. Balland, 365 p., 2020  (ISBN 978-2940632350)

### Nouvelles
- Nouvelles incorrectes d'une Afrique disparue, Paris, Éditions La Nouvelle Librairie, coll. « La Peau sur la Table », 254 p., 2021  (ISBN 978-2491446680)
- On savait vivre aux colonies : Nouvelles aventures incorrectes, Paris, Éditions La Nouvelle Librairie, coll. « La Peau sur la Table », 148 p., 2023  (ISBN 978-2493898616)

### Satire
- Le Banquet des Soudards, Paris, Éditions La Nouvelle Librairie, coll. « La Peau sur la Table », 130 p., 2020  (ISBN 978-2491446161)

### Préfaces
- Pierre de Meuse, Le dogme de l'antiracisme. Origine, développement et conséquences - Essai critique, DMM, 278 p., 2024  (ISBN 978-2856524817)

## Prix
- Prix M. et Mme Louis-Marin 1988 de l'Académie française pour Huguenots et Français.

#### Utilisée pour la rédaction de l'article
- Jean-Paul Gautier, La Restauration nationale : Un mouvement royaliste sous la 5e République, Paris, Éditions Syllepse, coll. « Mauvais Temps », mai 2002, 372 p., 21 cm (ISBN 978-2-913165-87-8, BNF 38853183, présentation en ligne).
- Henry Rousso (dir.), Commission sur le racisme et le négationnisme à l'université Jean-Moulin Lyon III : Rapport à Monsieur le Ministre de l'Éducation nationale, septembre 2004, 263 p. (présentation en ligne, lire en ligne [[PDF]]).
  - Édition imprimée : Le dossier de Lyon III : Le rapport sur le racisme et le négationnisme à l'université Jean-Moulin, Paris, Librairie Arthème Fayard, 28 octobre 2004, 314 p. (ISBN 978-2-213-62368-9, présentation en ligne).
- Jean-Pierre Chrétien (dir.), « Misères de l'afro-pessimisme », Afrique & Histoire, Éditions Verdier, no 3,‎ 2005, p. 183-211 (ISBN 978-2-86432-441-6, lire en ligne, consulté le 8 juin 2014).
- « Entretien de Bernard Lugan avec Pauline Lecomte », La Nouvelle Revue d'histoire, no 40 « USA. La fin du rêve ? »,‎ janvier/février 2009, p. 10 (résumé).

#### Complémentaire
- Francis Arzalier, « Le négationnisme colonial, de l’Université à la littérature de gare », Cahiers d'histoire. Revue d'histoire critique, no 99,‎ 2006, p. 37-48 (lire en ligne, consulté le 23 décembre 2013).
- Alain Sanders, « La mort du professeur Lugan », dans Nicolas Gauthier et Philippe Randa (dir.), Contes d'Europe, t. II, Paris, Dualpha, 2000 (ISBN 2-912476-24-0).
- Rémi Carayol, « Le « continent noir » et l'éminence grise: Bernard Lugan, l'africaniste de l'armée française », Revue du Crieur, vol. 17, no 3,‎ 5 novembre 2020, p. 48–61 (ISSN 2428-4068, DOI 10.3917/crieu.017.0048, lire en ligne)